# Chortolirion angolense
Chortolirion es un género monotípico de plantas bulbosas perteneciente a la familia Asphodelaceae. Su única especie: Chortolirion angolense (Baker) A.Berger in H.G.A.Engler (ed.), es originaria del sur de África tropical donde se distribuye por Angola, Zimbabue, Botsuana, Lesoto, Namibia y Sudáfrica.

## Descripción
Es una planta herbácea semi-suculenta, perennifolia con un bulbo de base subterráneo. El bulbo de 2-4 cm de diámetro, obovoide-oblongo, con pocas raíces, de 5-6 mm de espesor. Con hojas alargadas de 20 cm de altura, y 2.6 mm de ancho, lineales, con manchas en la base, con una parte persistente 5-12 cm por encima del cuello del bulbo, los márgenes pobladas con dientes cartilaginosos diminutos, los dientes superiores recurvados de hasta 2 mm. La inflorescencia de 30-100 cm de altura, en forma de racimo de 5-20 flores, de 15-40 cm de largo, con flores erectas,  de color rosado-marrón. El perianto de color marrón verdoso de 15 mm de largo, formando un tubo cilíndrico. El fruto en forma de cápsula.

## Distribución y hábitat
Se encuentra desde el sur de Angola y Namibia hacia el este de Sudáfrica, donde aparece a una altitud de 1000-1550 metros en pastizales abiertos, y entre la hierba en el bosque abierto de Brachystegia

## Taxonomía
Chortolirion angolense fue descrita por (Baker) A.Berger in H.G.A.Engler  y publicado en Das Pflanzenreich IV. 38(Heft 33): 73. 1908.
Sinonimia
- Haworthia angolensis Baker, Trans. Linn. Soc. London, Bot. 1: 263 (1878).
- Catevala angolensis (Baker) Kuntze, Revis. Gen. Pl. 2: 707 (1891).
- Haworthia tenuifolia Engl., Bot. Jahrb. Syst. 10: 2 (1889).
- Haworthia stenophylla Baker, Hooker's Icon. Pl. 20: t. 1074 (1891).
- Haworthia subspicata Baker, Bull. Herb. Boissier, II, 4: 998 (1904).
- Chortolirion stenophyllum (Baker) A.Berger in H.G.A.Engler (ed.), Pflanzenr., IV, 38: 72 (1908).
- Chortolirion subspicatum (Baker) A.Berger in H.G.A.Engler (ed.), Pflanzenr., IV, 38: 74 (1908).
- Chortolirion tenuifolium (Engl.) A.Berger in H.G.A.Engler (ed.), Pflanzenr., IV, 38: 73 (1908).
- Chortolirion bergerianum Dinter, Neue Pfl. Südw.-Afr.: 24 (1914).[5][6]